# لا رو تورانجيل 2024
لا رو تورانجيل 2024 هو سباق دراجات هوائية من فئة  1.1، وهو الموسم الثاني والعشرين من لا رو تورانجيل، وأقيم في 24 مارس 2024 ضمن سباقات طواف أوروبا للدراجات 2024.
فاز بالمركز الأول Jason Tesson ‏، وفاز بالمركز الثاني Gerben Thijssen ‏، وفاز بالمركز الثالث جينثي بيرمانز ‏.

## الفرق
| فرق عالمية (5)- Arkéa-B&B Hotels - Cofidis - Decathlon-AG2R La Mondiale - Groupama-FDJ - Intermarché-Wanty فرق برو (7)- Equipo Kern Pharma ‏ - أوسكالتيل أوسكادي 2024 ‏ - Q36.5 Pro Cycling Team ‏ - تيم نوفو نورديسك ‏ - TotalEnergies - أونو-إكس موبيليتي ‏ - VF Group-Bardiani CSF-Faizané فرق قارية (6)- CIC U Nantes Atlantique ‏ - Myvelo Pro Cycling Team ‏ - Nice Métropole Côte d'Azur ‏ - إتش بي بي تي بي – أوبير 93 ‏ - Soudal–Quick-Step Devo Team ‏ - Van Rysel–Roubaix ‏ |  |
| |  |

## المشاركون
| Q36.5 Pro Cycling Team ‏ Q36 | Q36.5 Pro Cycling Team ‏ Q36 | Q36.5 Pro Cycling Team ‏ Q36 |
| --------------------------- | --------------------------- | --------------------------- |
| م                           | عداء                        | مرتبة                       |
| 1                           | روري تاونسند ‏               | 4                           |
| 2                           | Marcel Camprubí ‏            | 30                          |
| 3                           | Filippo Conca ‏              | 96                          |
| 4                           | Tom Devriendt ‏              | 60                          |
| 5                           | ماتيو موشيتي                | 97                          |
| 6                           | Negasi Haylu Abreha ‏        | 93                          |

| Intermarché-Wanty IWA | Intermarché-Wanty IWA | Intermarché-Wanty IWA |
| --------------------- | --------------------- | --------------------- |
| م                     | عداء                  | مرتبة                 |
| 11                    | Vito Braet ‏           | 13                    |
| 12                    | Alexy Faure Prost ‏    | 83                    |
| 13                    | Alessio Delle Vedove ‏ | 66                    |
| 14                    | بابتيست بلانكايرت     | 63                    |
| 15                    | Gerben Thijssen ‏      | 2                     |
| 16                    | Gijs Van Hoecke ‏      | 38                    |
| 17                    | ديون سميث             | 46                    |

| Arkéa-B&B Hotels ARK | Arkéa-B&B Hotels ARK | Arkéa-B&B Hotels ARK |
| -------------------- | -------------------- | -------------------- |
| م                    | عداء                 | مرتبة                |
| 21                   | جينثي بيرمانز ‏       | 3                    |
| 22                   | Florian Dauphin ‏     | 16                   |
| 23                   | أنتوني ديلابلاسي     | 37                   |
| 24                   | Thibault Guernalec ‏  | 40                   |
| 25                   | Hugh Harvey‏          | 101                  |
| 26                   | Léandre Lozouet ‏     | 61                   |
| 27                   | كليمان فنتوريني      | 5                    |

| Cofidis COF | Cofidis COF     | Cofidis COF    |
| ----------- | --------------- | -------------- |
| م           | عداء            | مرتبة          |
| 31          | Stefano Oldani ‏ | لم يكمل السباق |
| 32          | Eddy Finé ‏      | لم يكمل السباق |
| 33          | ألكسيس غوجيراد  | لم يكمل السباق |
| 34          | Hugo Toumire ‏   | 74             |
| 35          | Axel Mariault ‏  | 20             |
| 36          | أنتوني بيريز    | 26             |

| Decathlon-AG2R La Mondiale DAT | Decathlon-AG2R La Mondiale DAT | Decathlon-AG2R La Mondiale DAT |
| ------------------------------ | ------------------------------ | ------------------------------ |
| م                              | عداء                           | مرتبة                          |
| 41                             | Paul Lapeira ‏                  | 14                             |
| 43                             | Valentin Retailleau ‏           | 41                             |
| 44                             | أندريا فيندرام                 | لم يكمل السباق                 |
| 45                             | Tom Donnenwirth ‏               | 103                            |
| 46                             | Noa Isidore ‏                   | 102                            |
| 47                             | Killian Verschuren ‏            | 27                             |

| Groupama-FDJ GFC | Groupama-FDJ GFC | Groupama-FDJ GFC |
| ---------------- | ---------------- | ---------------- |
| م                | عداء             | مرتبة            |
| 51               | Thibaud Gruel ‏   | 34               |
| 52               | مارك ساريو       | 22               |
| 53               | Matt Walls ‏      | 92               |
| 54               | Ben Askey ‏       | 73               |
| 55               | Ronan Augé ‏      | 54               |
| 56               | Lewis Bower ‏     | لم يكمل السباق   |
| 57               | Noah Hobbs ‏      | 55               |

| أونو-إكس موبيليتي ‏ UXM | أونو-إكس موبيليتي ‏ UXM   | أونو-إكس موبيليتي ‏ UXM |
| ---------------------- | ------------------------ | ---------------------- |
| م                      | عداء                     | مرتبة                  |
| 61                     | Carl-Frederik Bévort ‏    | 32                     |
| 62                     | Fredrik Dversnes ‏ (طريق) | 19                     |
| 63                     | Magnus Kulset ‏           | 100                    |
| 64                     | Erlend Blikra ‏           | 31                     |
| 65                     | Simon Dalby (cyclist) ‏   | 79                     |
| 66                     | ماركوس هانسن             | 64                     |
| 67                     | أندرس سكارسيث            | 58                     |

| VF Group-Bardiani CSF-Faizanè VBF | VF Group-Bardiani CSF-Faizanè VBF | VF Group-Bardiani CSF-Faizanè VBF |
| --------------------------------- | --------------------------------- | --------------------------------- |
| م                                 | عداء                              | مرتبة                             |
| 71                                | Filippo Fiorelli ‏                 | 12                                |
| 72                                | Riccardo Lucca ‏                   | 72                                |
| 73                                | Filippo Magli ‏                    | 42                                |
| 74                                | Martin Marcellusi ‏                | 44                                |
| 75                                | Alessandro Tonelli ‏               | 50                                |
| 76                                | Enrico Zanoncello ‏                | 7                                 |
| 77                                | Samuele Zoccarato ‏                | 76                                |

| TotalEnergies TEN | TotalEnergies TEN | TotalEnergies TEN |
| ----------------- | ----------------- | ----------------- |
| م                 | عداء              | مرتبة             |
| 81                | Valentin Ferron ‏  | 35                |
| 82                | Fabien Grellier ‏  | 33                |
| 83                | بيير لاتور        | لم يكمل السباق    |
| 84                | Paul Ourselin ‏    | 70                |
| 85                | جوليان سيمون      | 39                |
| 86                | Jason Tesson ‏     | 1                 |
| 87                | Baptiste Vadic ‏   | 43                |

| Equipo Kern Pharma ‏ EKP | Equipo Kern Pharma ‏ EKP    | Equipo Kern Pharma ‏ EKP |
| ----------------------- | -------------------------- | ----------------------- |
| م                       | عداء                       | مرتبة                   |
| 91                      | Miguel Ángel Fernández ‏    | 94                      |
| 92                      | فرنسيسكو غالفان            | 8                       |
| 93                      | مارتي ماركيز               | 81                      |
| 94                      | Unai Iribar ‏               | 57                      |
| 95                      | Mikel Retegi ‏              | لم يكمل السباق          |
| 96                      | Eugenio Sánchez (cyclist) ‏ | 78                      |
| 97                      | Antonio Jesús Soto ‏        | لم يكمل السباق          |

| أوسكالتيل أوسكادي ‏ EUS | أوسكالتيل أوسكادي ‏ EUS    | أوسكالتيل أوسكادي ‏ EUS |
| ---------------------- | ------------------------- | ---------------------- |
| م                      | عداء                      | مرتبة                  |
| 101                    | جون ابرستوري              | 25                     |
| 102                    | Andoni López de Abetxuko ‏ | 48                     |
| 103                    | ESP                       | 85                     |
| 104                    | Unai Zubeldia ‏            | 84                     |
| 105                    | James Fouché ‏             | 51                     |
| 106                    | Nicolás Alustiza ‏         | 67                     |
| 107                    | Unai Cuadrado ‏            | 95                     |

| تيم نوفو نورديسك ‏ TNN | تيم نوفو نورديسك ‏ TNN              | تيم نوفو نورديسك ‏ TNN |
| --------------------- | ---------------------------------- | --------------------- |
| م                     | عداء                               | مرتبة                 |
| 111                   | Hamish Beadle ‏                     | 98                    |
| 112                   | سام براند                          | 90                    |
| 113                   | Matyáš Kopecký ‏                    | 9                     |
| 114                   | Andrea Peron (cyclist, born 1988) ‏ | 77                    |
| 115                   | Charles Planet ‏                    | لم يكمل السباق        |
| 116                   | Filippo Ridolfo ‏                   | 89                    |
| 117                   | Nathan Smith‏                       | لم يكمل السباق        |

| Soudal–Quick-Step Devo Team ‏ SQD | Soudal–Quick-Step Devo Team ‏ SQD | Soudal–Quick-Step Devo Team ‏ SQD |
| -------------------------------- | -------------------------------- | -------------------------------- |
| م                                | عداء                             | مرتبة                            |
| 121                              | Bogdan Zabelinskiy‏               | 99                               |
| 122                              | Andrea Raccagni ‏                 | 18                               |
| 123                              | Federico Savino ‏                 | لم يكمل السباق                   |
| 124                              | Niels Driesen‏                    | 52                               |
| 125                              | Gabriel Berg‏                     | 29                               |
| 126                              | Leander Van Hautegem ‏            | 17                               |
| 127                              | Cormac Nisbet‏                    | 62                               |

| CIC U Nantes Atlantique ‏ UCN | CIC U Nantes Atlantique ‏ UCN | CIC U Nantes Atlantique ‏ UCN |
| ---------------------------- | ---------------------------- | ---------------------------- |
| م                            | عداء                         | مرتبة                        |
| 131                          | Maël Guégan ‏                 | 11                           |
| 132                          | Jon Rye-Johnsen ‏             | 87                           |
| 133                          | Pierre-Henry Basset ‏         | 49                           |
| 134                          | Antoine Hue ‏                 | 68                           |
| 135                          | Artus Jaladeau ‏              | 75                           |
| 136                          | Matisse Julien ‏              | 47                           |
| 137                          | Robin Plamondon ‏             | 91                           |

| Van Rysel–Roubaix ‏ VRR | Van Rysel–Roubaix ‏ VRR | Van Rysel–Roubaix ‏ VRR |
| ---------------------- | ---------------------- | ---------------------- |
| م                      | عداء                   | مرتبة                  |
| 141                    | Rait Ärm ‏              | 53                     |
| 142                    | صموئيل لورو ‏           | 104                    |
| 143                    | توماس بودات            | 69                     |
| 144                    | Jérémy Leveau ‏         | 23                     |
| 145                    | كيني مولي              | 56                     |
| 146                    | ايمانويل مورين         | 6                      |
| 147                    | Norman Vahtra ‏         | 59                     |

| Nice Métropole Côte d'Azur ‏ NMC | Nice Métropole Côte d'Azur ‏ NMC | Nice Métropole Côte d'Azur ‏ NMC |
| ------------------------------- | ------------------------------- | ------------------------------- |
| م                               | عداء                            | مرتبة                           |
| 151                             | Jonathan Couanon ‏               | 45                              |
| 152                             | Damien Girard (cyclist) ‏        | لم يكمل السباق                  |
| 153                             | Alexander Konijn ‏               | 65                              |
| 154                             | Jean-Louis Le Ny ‏               | لم يكمل السباق                  |
| 155                             | Paul Hennequin ‏                 | 10                              |
| 156                             | Andrea Mifsud ‏                  | 82                              |
| 157                             | Melvin Crommelinck ‏             | لم يكمل السباق                  |

| إتش بي بي تي بي – أوبير 93 ‏ AUB | إتش بي بي تي بي – أوبير 93 ‏ AUB | إتش بي بي تي بي – أوبير 93 ‏ AUB |
| ------------------------------- | ------------------------------- | ------------------------------- |
| م                               | عداء                            | مرتبة                           |
| 161                             | Théo Delacroix ‏                 | 28                              |
| 162                             | Alexandre Delettre ‏             | 15                              |
| 163                             | Romain Cardis ‏                  | 21                              |
| 164                             | Dillon Corkery ‏                 | 88                              |
| 165                             | Joris Delbove ‏                  | 36                              |
| 166                             | Jérémy Lecroq ‏                  | 80                              |
| 167                             | Morné van Niekerk ‏              | 24                              |

| MYVELO Pro Cycling Team ‏ MCT | MYVELO Pro Cycling Team ‏ MCT | MYVELO Pro Cycling Team ‏ MCT |
| ---------------------------- | ---------------------------- | ---------------------------- |
| م                            | عداء                         | مرتبة                        |
| 181                          | Vincent Augustin‏             | لم يكمل السباق               |
| 182                          | Jack Morrissey‏               | لم يكمل السباق               |
| 183                          | Fabian Huber‏                 | لم يكمل السباق               |
| 184                          | Lukas Baldinger‏              | لم يكمل السباق               |
| 185                          | Timon Loderer ‏               | 86                           |
| 186                          | Georg Krause‏                 | لم يكمل السباق               |
| 187                          | Jakob Schmidt‏                | 71                           |

| Q36.5 Pro Cycling Team ‏ Q36 | Q36.5 Pro Cycling Team ‏ Q36 | Q36.5 Pro Cycling Team ‏ Q36 |
| --------------------------- | --------------------------- | --------------------------- |
| م                           | عداء                        | مرتبة                       |
| 1                           | روري تاونسند ‏               | 4                           |
| 2                           | Marcel Camprubí ‏            | 30                          |
| 3                           | Filippo Conca ‏              | 96                          |
| 4                           | Tom Devriendt ‏              | 60                          |
| 5                           | ماتيو موشيتي                | 97                          |
| 6                           | Negasi Haylu Abreha ‏        | 93                          |

| Intermarché-Wanty IWA | Intermarché-Wanty IWA | Intermarché-Wanty IWA |
| --------------------- | --------------------- | --------------------- |
| م                     | عداء                  | مرتبة                 |
| 11                    | Vito Braet ‏           | 13                    |
| 12                    | Alexy Faure Prost ‏    | 83                    |
| 13                    | Alessio Delle Vedove ‏ | 66                    |
| 14                    | بابتيست بلانكايرت     | 63                    |
| 15                    | Gerben Thijssen ‏      | 2                     |
| 16                    | Gijs Van Hoecke ‏      | 38                    |
| 17                    | ديون سميث             | 46                    |

| Arkéa-B&B Hotels ARK | Arkéa-B&B Hotels ARK | Arkéa-B&B Hotels ARK |
| -------------------- | -------------------- | -------------------- |
| م                    | عداء                 | مرتبة                |
| 21                   | جينثي بيرمانز ‏       | 3                    |
| 22                   | Florian Dauphin ‏     | 16                   |
| 23                   | أنتوني ديلابلاسي     | 37                   |
| 24                   | Thibault Guernalec ‏  | 40                   |
| 25                   | Hugh Harvey‏          | 101                  |
| 26                   | Léandre Lozouet ‏     | 61                   |
| 27                   | كليمان فنتوريني      | 5                    |

| Cofidis COF | Cofidis COF     | Cofidis COF    |
| ----------- | --------------- | -------------- |
| م           | عداء            | مرتبة          |
| 31          | Stefano Oldani ‏ | لم يكمل السباق |
| 32          | Eddy Finé ‏      | لم يكمل السباق |
| 33          | ألكسيس غوجيراد  | لم يكمل السباق |
| 34          | Hugo Toumire ‏   | 74             |
| 35          | Axel Mariault ‏  | 20             |
| 36          | أنتوني بيريز    | 26             |

| Decathlon-AG2R La Mondiale DAT | Decathlon-AG2R La Mondiale DAT | Decathlon-AG2R La Mondiale DAT |
| ------------------------------ | ------------------------------ | ------------------------------ |
| م                              | عداء                           | مرتبة                          |
| 41                             | Paul Lapeira ‏                  | 14                             |
| 43                             | Valentin Retailleau ‏           | 41                             |
| 44                             | أندريا فيندرام                 | لم يكمل السباق                 |
| 45                             | Tom Donnenwirth ‏               | 103                            |
| 46                             | Noa Isidore ‏                   | 102                            |
| 47                             | Killian Verschuren ‏            | 27                             |

| Groupama-FDJ GFC | Groupama-FDJ GFC | Groupama-FDJ GFC |
| ---------------- | ---------------- | ---------------- |
| م                | عداء             | مرتبة            |
| 51               | Thibaud Gruel ‏   | 34               |
| 52               | مارك ساريو       | 22               |
| 53               | Matt Walls ‏      | 92               |
| 54               | Ben Askey ‏       | 73               |
| 55               | Ronan Augé ‏      | 54               |
| 56               | Lewis Bower ‏     | لم يكمل السباق   |
| 57               | Noah Hobbs ‏      | 55               |

| أونو-إكس موبيليتي ‏ UXM | أونو-إكس موبيليتي ‏ UXM   | أونو-إكس موبيليتي ‏ UXM |
| ---------------------- | ------------------------ | ---------------------- |
| م                      | عداء                     | مرتبة                  |
| 61                     | Carl-Frederik Bévort ‏    | 32                     |
| 62                     | Fredrik Dversnes ‏ (طريق) | 19                     |
| 63                     | Magnus Kulset ‏           | 100                    |
| 64                     | Erlend Blikra ‏           | 31                     |
| 65                     | Simon Dalby (cyclist) ‏   | 79                     |
| 66                     | ماركوس هانسن             | 64                     |
| 67                     | أندرس سكارسيث            | 58                     |

| VF Group-Bardiani CSF-Faizanè VBF | VF Group-Bardiani CSF-Faizanè VBF | VF Group-Bardiani CSF-Faizanè VBF |
| --------------------------------- | --------------------------------- | --------------------------------- |
| م                                 | عداء                              | مرتبة                             |
| 71                                | Filippo Fiorelli ‏                 | 12                                |
| 72                                | Riccardo Lucca ‏                   | 72                                |
| 73                                | Filippo Magli ‏                    | 42                                |
| 74                                | Martin Marcellusi ‏                | 44                                |
| 75                                | Alessandro Tonelli ‏               | 50                                |
| 76                                | Enrico Zanoncello ‏                | 7                                 |
| 77                                | Samuele Zoccarato ‏                | 76                                |

| TotalEnergies TEN | TotalEnergies TEN | TotalEnergies TEN |
| ----------------- | ----------------- | ----------------- |
| م                 | عداء              | مرتبة             |
| 81                | Valentin Ferron ‏  | 35                |
| 82                | Fabien Grellier ‏  | 33                |
| 83                | بيير لاتور        | لم يكمل السباق    |
| 84                | Paul Ourselin ‏    | 70                |
| 85                | جوليان سيمون      | 39                |
| 86                | Jason Tesson ‏     | 1                 |
| 87                | Baptiste Vadic ‏   | 43                |

| Equipo Kern Pharma ‏ EKP | Equipo Kern Pharma ‏ EKP    | Equipo Kern Pharma ‏ EKP |
| ----------------------- | -------------------------- | ----------------------- |
| م                       | عداء                       | مرتبة                   |
| 91                      | Miguel Ángel Fernández ‏    | 94                      |
| 92                      | فرنسيسكو غالفان            | 8                       |
| 93                      | مارتي ماركيز               | 81                      |
| 94                      | Unai Iribar ‏               | 57                      |
| 95                      | Mikel Retegi ‏              | لم يكمل السباق          |
| 96                      | Eugenio Sánchez (cyclist) ‏ | 78                      |
| 97                      | Antonio Jesús Soto ‏        | لم يكمل السباق          |

| أوسكالتيل أوسكادي ‏ EUS | أوسكالتيل أوسكادي ‏ EUS    | أوسكالتيل أوسكادي ‏ EUS |
| ---------------------- | ------------------------- | ---------------------- |
| م                      | عداء                      | مرتبة                  |
| 101                    | جون ابرستوري              | 25                     |
| 102                    | Andoni López de Abetxuko ‏ | 48                     |
| 103                    | ESP                       | 85                     |
| 104                    | Unai Zubeldia ‏            | 84                     |
| 105                    | James Fouché ‏             | 51                     |
| 106                    | Nicolás Alustiza ‏         | 67                     |
| 107                    | Unai Cuadrado ‏            | 95                     |

| تيم نوفو نورديسك ‏ TNN | تيم نوفو نورديسك ‏ TNN              | تيم نوفو نورديسك ‏ TNN |
| --------------------- | ---------------------------------- | --------------------- |
| م                     | عداء                               | مرتبة                 |
| 111                   | Hamish Beadle ‏                     | 98                    |
| 112                   | سام براند                          | 90                    |
| 113                   | Matyáš Kopecký ‏                    | 9                     |
| 114                   | Andrea Peron (cyclist, born 1988) ‏ | 77                    |
| 115                   | Charles Planet ‏                    | لم يكمل السباق        |
| 116                   | Filippo Ridolfo ‏                   | 89                    |
| 117                   | Nathan Smith‏                       | لم يكمل السباق        |

| Soudal–Quick-Step Devo Team ‏ SQD | Soudal–Quick-Step Devo Team ‏ SQD | Soudal–Quick-Step Devo Team ‏ SQD |
| -------------------------------- | -------------------------------- | -------------------------------- |
| م                                | عداء                             | مرتبة                            |
| 121                              | Bogdan Zabelinskiy‏               | 99                               |
| 122                              | Andrea Raccagni ‏                 | 18                               |
| 123                              | Federico Savino ‏                 | لم يكمل السباق                   |
| 124                              | Niels Driesen‏                    | 52                               |
| 125                              | Gabriel Berg‏                     | 29                               |
| 126                              | Leander Van Hautegem ‏            | 17                               |
| 127                              | Cormac Nisbet‏                    | 62                               |

| CIC U Nantes Atlantique ‏ UCN | CIC U Nantes Atlantique ‏ UCN | CIC U Nantes Atlantique ‏ UCN |
| ---------------------------- | ---------------------------- | ---------------------------- |
| م                            | عداء                         | مرتبة                        |
| 131                          | Maël Guégan ‏                 | 11                           |
| 132                          | Jon Rye-Johnsen ‏             | 87                           |
| 133                          | Pierre-Henry Basset ‏         | 49                           |
| 134                          | Antoine Hue ‏                 | 68                           |
| 135                          | Artus Jaladeau ‏              | 75                           |
| 136                          | Matisse Julien ‏              | 47                           |
| 137                          | Robin Plamondon ‏             | 91                           |

| Van Rysel–Roubaix ‏ VRR | Van Rysel–Roubaix ‏ VRR | Van Rysel–Roubaix ‏ VRR |
| ---------------------- | ---------------------- | ---------------------- |
| م                      | عداء                   | مرتبة                  |
| 141                    | Rait Ärm ‏              | 53                     |
| 142                    | صموئيل لورو ‏           | 104                    |
| 143                    | توماس بودات            | 69                     |
| 144                    | Jérémy Leveau ‏         | 23                     |
| 145                    | كيني مولي              | 56                     |
| 146                    | ايمانويل مورين         | 6                      |
| 147                    | Norman Vahtra ‏         | 59                     |

| Nice Métropole Côte d'Azur ‏ NMC | Nice Métropole Côte d'Azur ‏ NMC | Nice Métropole Côte d'Azur ‏ NMC |
| ------------------------------- | ------------------------------- | ------------------------------- |
| م                               | عداء                            | مرتبة                           |
| 151                             | Jonathan Couanon ‏               | 45                              |
| 152                             | Damien Girard (cyclist) ‏        | لم يكمل السباق                  |
| 153                             | Alexander Konijn ‏               | 65                              |
| 154                             | Jean-Louis Le Ny ‏               | لم يكمل السباق                  |
| 155                             | Paul Hennequin ‏                 | 10                              |
| 156                             | Andrea Mifsud ‏                  | 82                              |
| 157                             | Melvin Crommelinck ‏             | لم يكمل السباق                  |

| إتش بي بي تي بي – أوبير 93 ‏ AUB | إتش بي بي تي بي – أوبير 93 ‏ AUB | إتش بي بي تي بي – أوبير 93 ‏ AUB |
| ------------------------------- | ------------------------------- | ------------------------------- |
| م                               | عداء                            | مرتبة                           |
| 161                             | Théo Delacroix ‏                 | 28                              |
| 162                             | Alexandre Delettre ‏             | 15                              |
| 163                             | Romain Cardis ‏                  | 21                              |
| 164                             | Dillon Corkery ‏                 | 88                              |
| 165                             | Joris Delbove ‏                  | 36                              |
| 166                             | Jérémy Lecroq ‏                  | 80                              |
| 167                             | Morné van Niekerk ‏              | 24                              |

| MYVELO Pro Cycling Team ‏ MCT | MYVELO Pro Cycling Team ‏ MCT | MYVELO Pro Cycling Team ‏ MCT |
| ---------------------------- | ---------------------------- | ---------------------------- |
| م                            | عداء                         | مرتبة                        |
| 181                          | Vincent Augustin‏             | لم يكمل السباق               |
| 182                          | Jack Morrissey‏               | لم يكمل السباق               |
| 183                          | Fabian Huber‏                 | لم يكمل السباق               |
| 184                          | Lukas Baldinger‏              | لم يكمل السباق               |
| 185                          | Timon Loderer ‏               | 86                           |
| 186                          | Georg Krause‏                 | لم يكمل السباق               |
| 187                          | Jakob Schmidt‏                | 71                           |

## التصنيف العام النهائي
| التصنيف العام         | التصنيف العام      | التصنيف العام                 | التصنيف العام | التصنيف العام |
| العداء                | العداء             | الفريق                        | الوقت         |               |
| --------------------- | ------------------ | ----------------------------- | ------------- | ------------- |
| 1                     | Jason Tesson ‏      | TotalEnergies                 | 4 س 41 د 22 ث |               |
| 2                     | Gerben Thijssen ‏   | Intermarché-Wanty             | + 0 ث         |               |
| 3                     | جينثي بيرمانز ‏     | Arkéa-B&B Hotels              | + 0 ث         |               |
| 4                     | روري تاونسند ‏      | Q36.5 Pro Cycling Team ‏       | + 0 ث         |               |
| 5                     | كليمان فنتوريني    | Arkéa-B&B Hotels              | + 0 ث         |               |
| 6                     | ايمانويل مورين     | Van Rysel–Roubaix ‏            | + 0 ث         |               |
| 7                     | Enrico Zanoncello ‏ | VF Group-Bardiani CSF-Faizané | + 0 ث         |               |
| 8                     | فرنسيسكو غالفان    | Equipo Kern Pharma ‏           | + 0 ث         |               |
| 9                     | Matyáš Kopecký ‏    | تيم نوفو نورديسك ‏             | + 0 ث         |               |
| 10                    | Paul Hennequin ‏    | Nice Métropole Côte d'Azur ‏   | + 0 ث         |               |
|                       |                    |                               |               |               |
| مصدر: ProCyclingStats |                    |                               |               |               |

## وصلات خارجية
- الموقع الرسمي
- لمحة عن سباق لا رو تورانجيل 2024 على موقع  ProCyclingStats   (برو  سايكلنج  ستاتس) - إحصاءات  محترفي  الدراجات.
- لا رو تورانجيل 2024 على موقع إحصائيات الدراجات الإحترافية (الإنجليزية)